# Martin Adjou Moumouni
Martin Adjou Mououni – duchowny rzymskokatolicki, od 2000 biskup N’Dali.